# Franz Kindermann

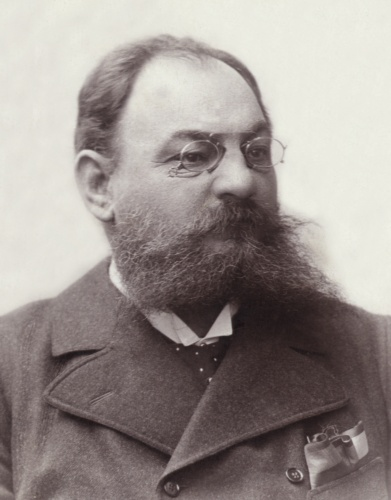
Franz Kindermann

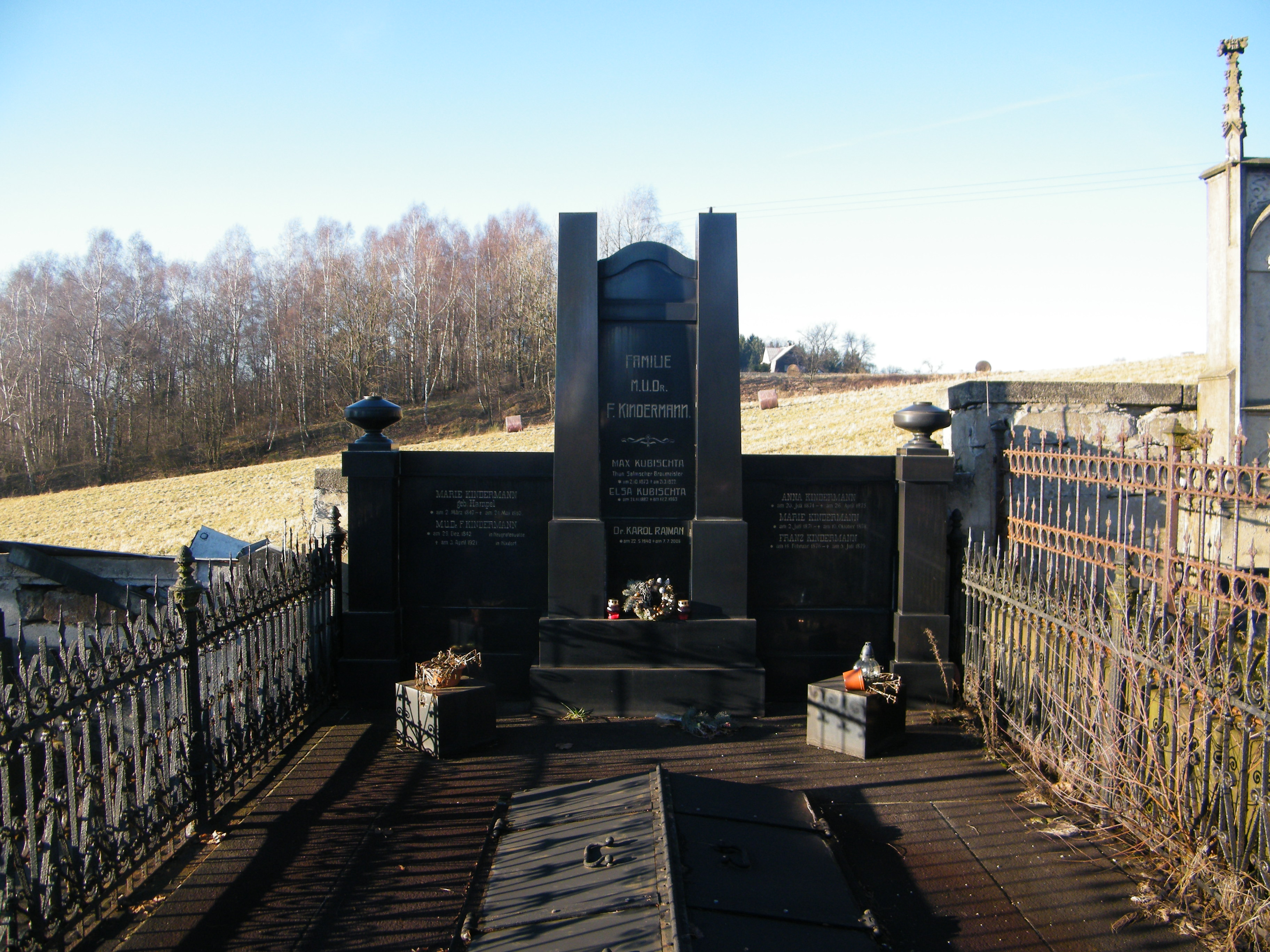
Grabstätte von Franz Kindermann auf dem Friedhof Mikulášovice (Nixdorf)

Franz Kindermann (* 29. Dezember 1842 in Neugrafenwalde bei Šluknov, Böhmen; † 3. April 1921 in Nixdorf) war ein deutsch-böhmischer Politiker und Mediziner. Er war Abgeordneter zum Böhmischen Landtag und Abgeordneter zum Österreichischen Abgeordnetenhaus (VI., VII., VIII., IX., X., XI. und XII. Legislaturperiode). 

## Leben und Wirken
Kindermann besuchte nach der Volksschule ein Gymnasium, wo er die Matura ablegte. Er studierte in der Folge Medizin an den Universitäten Prag, Graz und Wien und meldete sich 1866 zu Beginn des Deutschen Kriegs freiwillig als Schiffswundarzt bei der Kriegsmarine. 
Er war in der Folge beruflich als Primarius eines öffentlichen Krankenhauses aktiv und danach als Arzt in Nixdorf aktiv, wo er sich auch im Gemeinderat engagierte. Er wurde Mitglied der Bezirksvertretung von Hainspach und 1882 von den Städten Schluckenau, Hainspach, Nixdorf, Georgswalde etc. in den Reichsrat gewählt, wo er sich dem Deutschen Klub anschloss. Am 3. Juni 1885 wurde er mit großer Mehrheit (1692 gegen 464 Stimmen) wiedergewählt. Er wurde auch 1891 wiedergewählt und war Mitglied der deutsch-nationalen Vereinigung. Ab 1889 vertrat Kindermann die Städte Schluckenau, Hainspach etc. auch im Böhmischen Landtag, dem er bis 1913 angehörte. Er war Mitglied der Deutschen Volkspartei und konnte sein Reichsratsmandat bei jeder Wahl halten, sodass er dem Abgeordnetenhaus bis 1918 angehörte. Als Abgeordneter eines deutschsprachigen Wahlkreises gehörte er dadurch zwischen dem 21. Oktober 1918 und dem 16. Februar 1919 auch der Provisorischen Nationalversammlung an. 
Kindermann wurde für seine Verdienste mit der Ehrenbürgerschaft mehrerer Gemeinden ausgezeichnet. Er war zudem Mitglied zahlreicher Vereine, wobei er mehrfach mit der Ehrenmitgliedschaft geehrt wurde.